# شهرستان پژتسه
شهرستان پژتسه (به لهستانی: Powiat Pyrzyce) یک شهرستان در لهستان است که در استان پومرانی غربی واقع شده‌است. شهرستان پژتسه ۷۲۵٫۷۱ کیلومتر مربع مساحت و ۳۹٬۹۳۱ نفر جمعیت دارد.